# ناحیه اوک پارک، شهرستان کوک، ایلینوی
ناحیه اوک پارک (به انگلیسی: Oak Park Township) یک منطقهٔ مسکونی در ایالات متحده آمریکا است که در شهرستان کوک (ایلینوی) واقع شده‌است. ناحیه اوک پارک ۱۲٫۱۷ کیلومتر مربع مساحت و ۵۱٬۸۷۸ نفر جمعیت دارد.